# Претпоставка невиности
Претпоставка невиности или пресумпција невиности је начело кривичног поступка према којем се свако сматра невиним док се правоснажном пресудом не докаже његова кривица. Ово начело је уставно начело, а  предвиђено је и у међународним документима и то у Европској конвенцији за људска права, одакле је преузета и уграђена и у кривични поступак БиХ .

## Посљедице претпоставке невиности у кривичном поступку
Пресумпција невиности има сљедеће посљедице:
1) осумњичени, односно оптужени није дужан да се брани, тј. он има право на одбрану, с тим да је дужан одазвати се на позив органа који води кривични поступак, дакле упустити се у поступак.
2) осумњичени, односно оптужени није дужан доказивати своју невиност јер терет доказивања лежи на супротној страни, дакле тужиоцу.
3) суд мора донијети ослобађајућу пресуду не само кад је увјерен у невиност оптуженог већ и у ситуацији кад није увјерен ни у његову кривицу. Дакле, у сумњи, суд мора ићи у корист оптуженог (in dubio pro reo). Из свега овог произилази да се једино правоснажном пресудом којом се оп  тужени оглашава кривим може оспорити претпоставка невиности. 
Други државни органи не могу расправљати о овим питањима, нити суд може расправљати о овом питању изван кривичног поступка, одн. другом врстом одлуке (нпр. рјешењем). Претпоставка невиности није препрека да се пресуда заснује на признању кривице од стране оптуженог или на споразуму о признању кривице. У том случају ће суд морати у потпуности утврдити да је то признање дато слободно.